# Rivellia sinuosa
Rivellia sinuosa är en tvåvingeart som beskrevs av Daniel William Coquillett 1904. Rivellia sinuosa ingår i släktet Rivellia och familjen bredmunsflugor. Inga underarter finns listade i Catalogue of Life.